# Cultura Vólossovo
La cultura Vólossovo (en rus: Волосовская культура, romanitzat: Volosovskaya kul'tura) és una cultura arqueològica continuadora de la cultura de la ceràmica de la pinta (Balakhna). El conjunt arqueològic que correspon a aquesta cultura es relaciona amb les troballes de la conca mitjana del Volga i del Kama.
La cultura Vólossovo nasqué entre el tercer i el quart mil·lenni abans de la nostra era, fins al segon mil·lenni ae. Era una cultura recol·lectora del bosc.

## Descobriment
La civilització Vólossovo fou descoberta en la dècada dels 1900. El mateix que altres grups d'origen forestal, com els Garino-Bor i altres cultures del Nord, els Vólossovo vivien a les estepes forestals de la regió del Volga-Ural, en especial a la zona de l'actual óblast de Samara. Entre els jaciments seus, hi ha al centre de Rússia, al mitjà i baix Okà, al baix Kama i al mitjà Volga. Aquesta cultura també poblà la zona del riu Veletma, al costat de Múrom, ciutat que forma part de l'óblast de Vladímir. El jaciment del riu Veletma es va excavar entre el 1877 i el 1928.
Des del seu descobriment, la civilització Vólossovo continua sent controvertida a causa d'alguns aspectes no resolts, com ara la seua cronologia, els trets culturals, l'origen i les filiacions ètniques. Per exemple, es creia que Vólossovo era una entitat cultural independent, però alguns estudis demostren que està relacionada amb cultures associades amb la conca del Volga i el Kama.

## Característiques
Els jaciments excavats mostren que les característiques morfològiques de les persones de la cultura Vólossovo es relacionen amb els cranis del grup laponoide. Els objectes de pedra i ceràmica que s'empren per a descriure la cultura Vólossovo provenen de cases semisubterrànies, que solen ser als fons dels rius i a la zona dels llacs. Aquests habitatges tenen capes culturals inferiors i superiors. Els objectes trobats en la capa inferior indiquen una afinitat cultural amb la cultura russa de la ceràmica de la pinta anomenada Balakhna. El nivell superior, que es considera la fase actual de Vólossovo, incloïa ceràmiques diferents de la ceràmica de la pinta, així com les atribuïdes a la cultura de Fatianovo.
A partir dels artefactes excavats, la cultura Vólossovo va fer servir per primera volta pedres i eines d'os, i fou especialment hàbil tallant ossos i escultura. Va elaborar una mena d'art, considerat ric i divers, com demostren les variades escultures de sílex amb escates que representaven la forma humana. Aquest fenomen es distingeix del que es va manifestar en la cultura Tokarev.
La cultura Vólossovo correspon al Neolític i va abandonar la tècnica de pedra i os després d'aprendre a treballar el metall. Més endavant, va sorgir una forma primerenca d'agricultura amb evidències d'animals domèstics. Els ossos cranials i llargs descoberts d'un primitiu gos, per exemple, mostraven una millora en la cria d'animals. Aquesta cultura, però, continuava utilitzant la cerca d'aliments, la caça i la pesca. Sembla va sorgir un culte als animals entre la població del Vólossovo després de l'any 1500 abans de la nostra era, com demostra l'ús de dents i ossos d'animals en adorns com els collarets. Segons aquesta teoria, els óssos eren adorats pel seu poder, mentre que els gossos i els porcs es veneraven pel valor econòmic.
Més endavant sorgiria una cultura tardana del Vólossovo, fase associada als jaciments de l'alt Volodary i Panfílovo. La cultura Garino-Bor i la cultura Netted Ware es consideren plançons de la cultura Vólossovo que s'assentaren a la regió del Volga-Oka. Els arqueòlegs identifiquen una província cultural Vólossovo-Garino, que es caracteritza per una tradició ceràmica diferent de la ceràmica de pinta.
Segons V. V. Sedov, els noms dels rius que acaben en -xa, en concret els situats a la riba dreta de l'Oka i les mars Blanca i de Barentsz, s'originaren en la cultura Vólossovo.

## Contactes culturals
Hi ha proves que la cultura de Vólossovo va mantenir molt de contacte amb altres cultures, com ara la de Balànove, un grup considerat com el vessant metal·lúrgic de la de Fatianovo oriental. Així ho demostra també l'existència de ceràmica de Fatianovo en jaciments de Vólossovo, i el descobriment de ceràmica de Vólossovo en tombes de Fatianovo. El contacte de Vólossovo amb la cultura de Balànove, per exemple, es considerava una relació simbiòtica. Hi ha fonts, però, que citen com els caçadors i pescadors del Vólossovo competien amb els de Fatianovo a les conques baixes dels rius Oka i Kliazma. Sembla que la fase tardana de Vólossovo va tenir amplis contactes amb la població d'Abíxevo, i això contribuí a la difusió de l'economia ramadera i metal·lúrgica entre les cultures forestals del nord. També hi hagué poblacions de Vólossovo absorbides per la cultura d'Abíxevo abans del 2500 ae, mentre unes altres es desplaçaven cap al nord.
S'especula que els habitants de Vólossovo mantingueren contactes amb parents lingüístics (protobàltic) que es van assentar a Finlàndia i a la Carèlia russa i que posteriorment foren absorbits per la cultura local.